# 計呂地駅

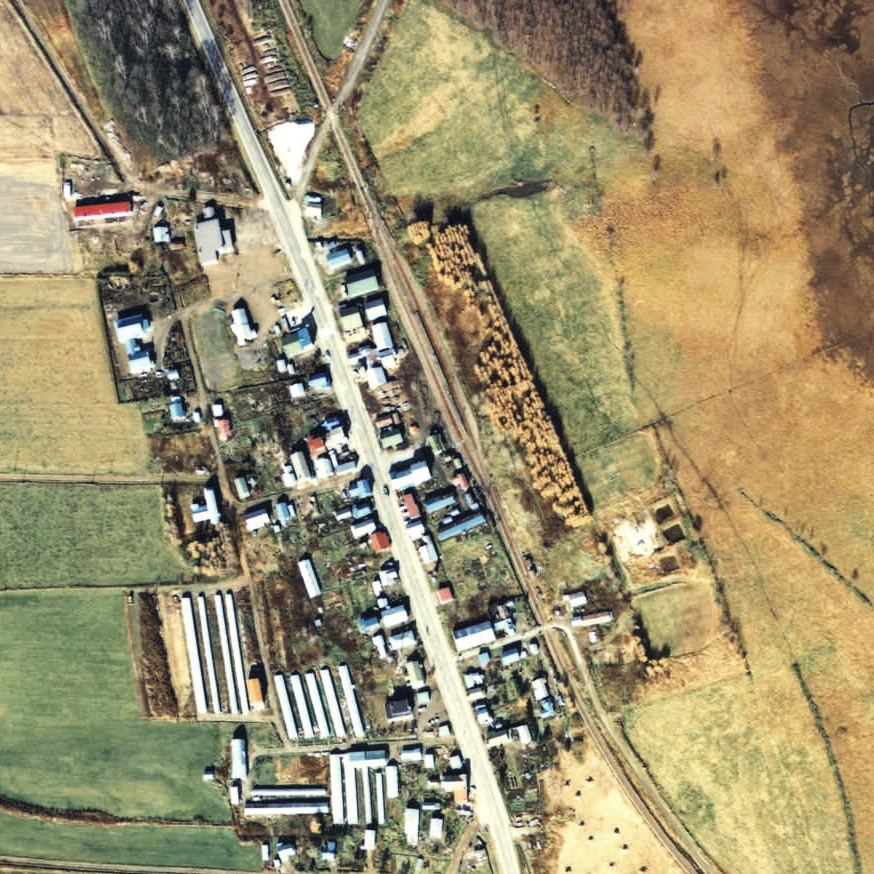
1977年の計呂地駅と周囲約500m範囲。右下が網走方面。右にサロマ湖に注ぐ計呂地川河口の湿地帯が広がる。ホームは中湧別側にずれて設置されている。貨物及び荷物取扱い廃止5年後の姿で、駅裏のかつてのストックヤードには防風雪林が植栽されているが、林業盛んな頃はここに木材が野積みされた事もあった。駅裏の副本線は撤去されずに残されていた。

計呂地駅（けろちえき）は、かつて北海道（網走支庁）紋別郡湧別町字計呂地に設置されていた、日本国有鉄道（国鉄）湧網線の駅（廃駅）である。電報略号はケロ。事務管理コードは▲122402。

## 歴史
- 1935年（昭和10年）10月20日：鉄道省湧網西線、中湧別駅 - 当駅間の開通に伴い、開業[1]。一般駅[1]。
- 1936年（昭和11年）10月17日：当駅 - 中佐呂間駅（後の佐呂間駅）間の延伸開通に伴い、中間駅となる。
- 1949年（昭和24年）6月1日：公共企業体である日本国有鉄道に移管。
- 1953年（昭和28年）10月22日：中湧別駅 - 網走駅間全通により路線名を湧網線に改称、それに伴い同線の駅となる。
- 1958年（昭和33年）11月30日：駅舎改築[4]。
- 1972年（昭和47年）2月8日：貨物・荷物の取り扱いを廃止[5][4]。
- 1977年（昭和52年）10月4日：副本線である4番線を撤去[4]。
- 1987年（昭和62年）3月20日：湧網線の全線廃止に伴い、廃駅となる[1]。

### 駅名の由来
当駅が所在していた地名より。地名は、アイヌ語の「ケイ・ラツ」（サケの皮で作った靴を忘れた所）、「ケレオチ」（非常に削られた所）など、由来には諸説ある。

## 駅構造
廃止時点で、1面2線の島式ホームを有する地上駅で、列車交換が可能な交換駅であった。駅舎側（東側）が下り線、外側（西側）が上り線となっていた（番線表示なし）。そのほか、上り線の外側に側線（副本線）を1線有していた。
国鉄末期の営業近代化において、当駅は営業成績的には無人化の対象であったが、当駅での行き違いを行う都合から職員配置駅となっており、駅舎は構内の南東側に位置しホーム南側とを結ぶ構内踏切で連絡した。ホームは砂利敷きであった。
当駅では、手作りの帆立貝殻付きの入場券が発売されていた。

## 利用状況
乗車人員の推移は以下のとおり。年間の値のみ判明している年については、当該年度の日数で除した値を括弧書きで1日平均欄に示す。乗降人員のみが判明している場合は、1/2した値を括弧書きで記した。
| 年度               | 乗車人員 | 乗車人員 | 出典  | 備考 |
| 年度               | 年間     | 1日平均  | 出典  | 備考 |
| ------------------ | -------- | -------- | ----- | ---- |
| 1978年（昭和53年） |          | 43       | [ 4 ] |      |

## 駅周辺
- 国道238号（オホーツク国道）[9]
- 北海道道685号計呂地若佐線[9]
- 計呂地郵便局
- 計呂地川[9]
- サロマ湖 - 駅から北に約0.8km[7][9]。林に遮られて駅からは望めなかった[7]。
- 桜ヶ岡 - 駅から北西に約1.3km[7]。
- 湧別町営バス「計呂地市街」停留所

## 駅跡

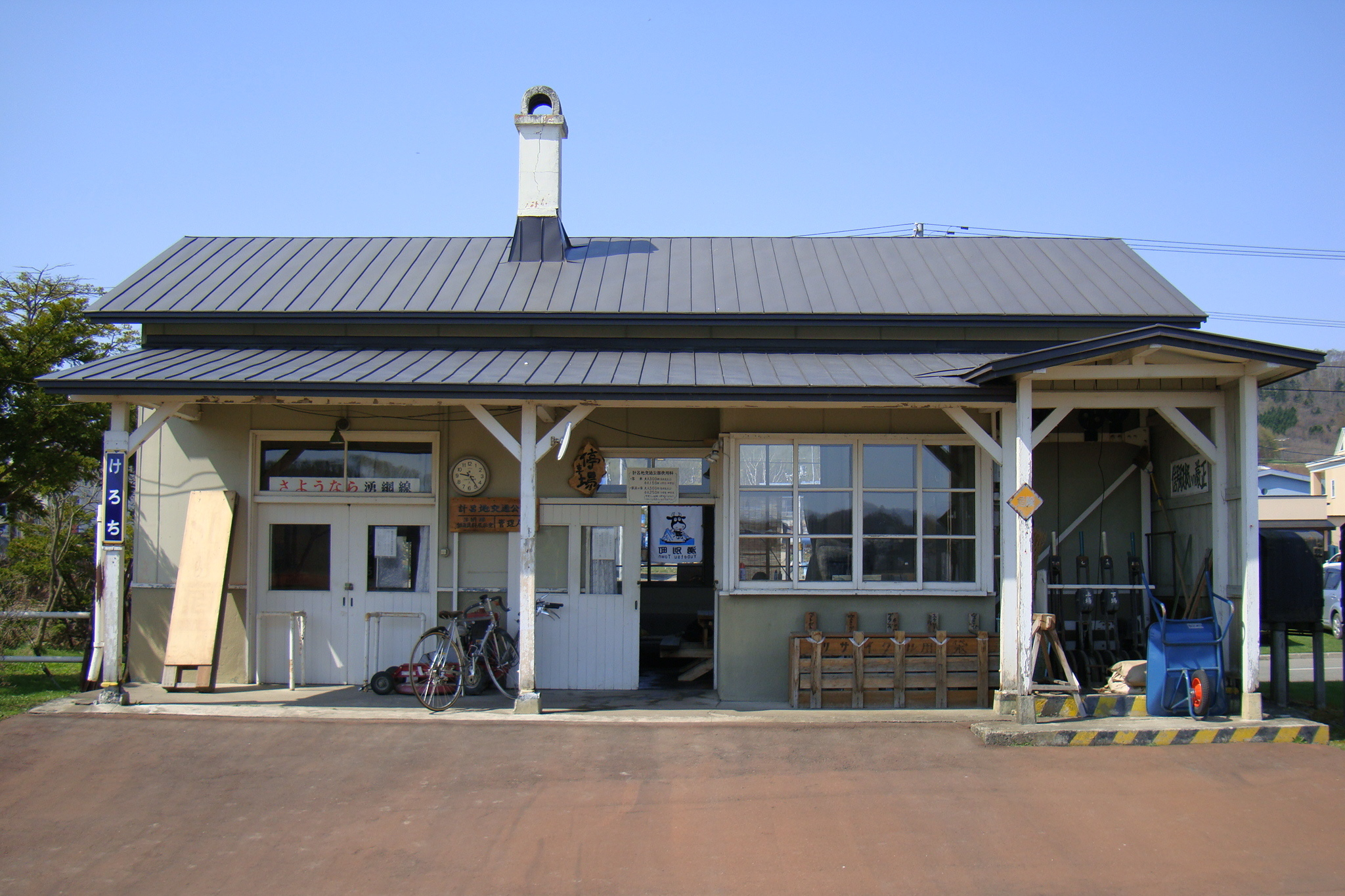
旧駅舎の構内側。操作盤も残されている。（2009年5月）

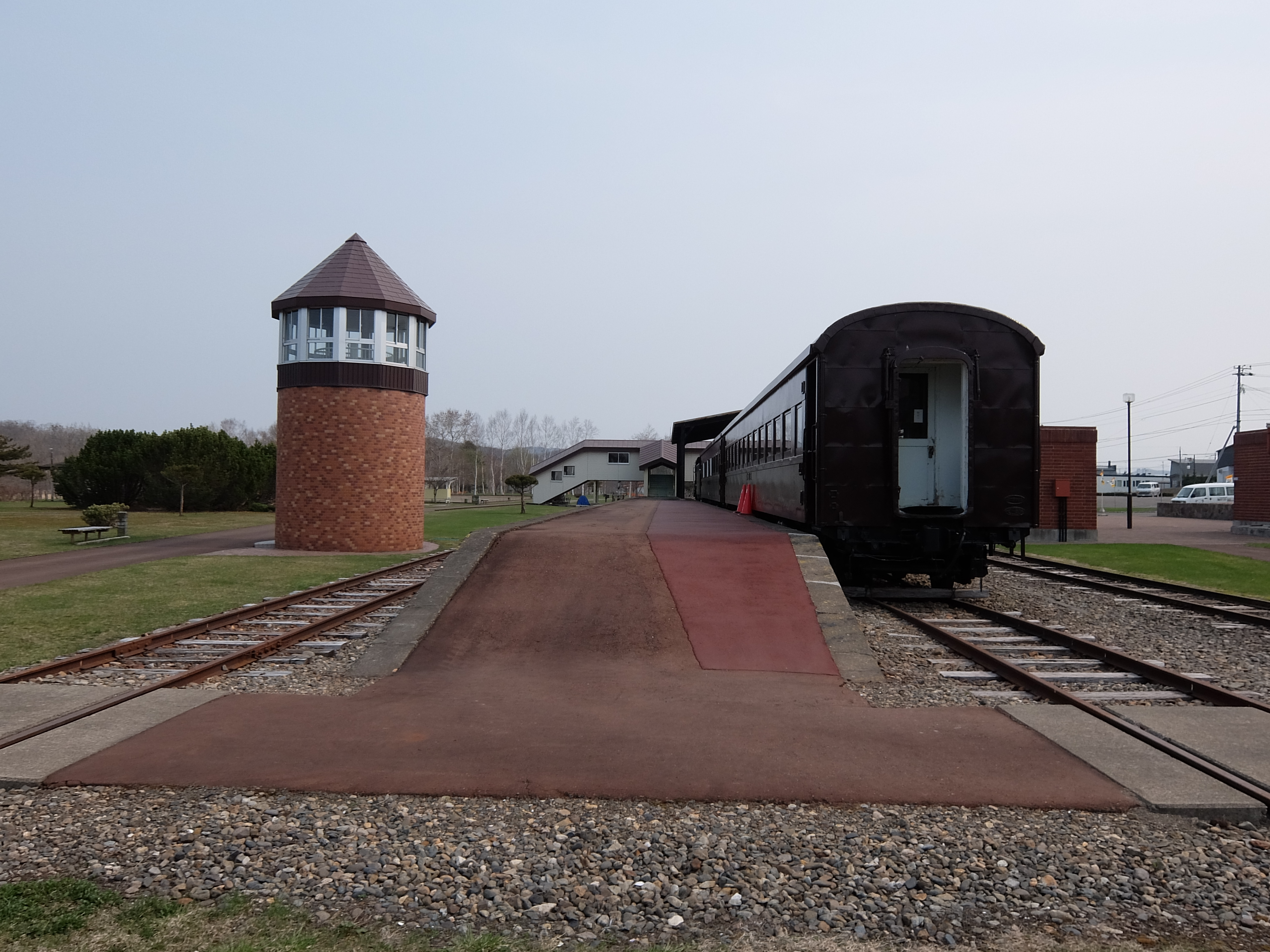
旧駅構内の様子。通路が舗装・整備され、車両が展示されている。（2015年4月）

旧駅構内は1989年（平成元年）5月から、湧別町により「湧別町計呂地交通公園」として整備された。駅舎、レール、ホームが保存され、ホームに横付けする形でC58形蒸気機関車C58 139号機と、それに連結して国鉄の旧型客車であるスハ45形スハ45 6、オハ62形客車オハ62 91が静態保存・展示されている。車輌は1999年（平成11年）時点では野ざらしだったが、2010年（平成22年）時点では車輌が保存されている部分には屋根が設けられており、保存状態は良い。スハ45は車内がカーペットが敷きに改装され、宿泊施設となっている。
駅舎は現役当時のままで、鉄道資料室及び公園管理棟となっている。舎内に駅名標、行先標、閉塞器、通標、備品、乗車券、時刻表などの湧網線関連資料が保存・展示されている。駅横には湧網線開通の経緯が記載された「鉄道記念碑」が建立されている。なお、敷地内には現役当時は存在しなかった跨線橋が設置されている。
以上は2010年（平成22年）時点、2011年（平成23年）時点でも同様の状況であった。
また、2011年（平成23年）時点では当駅跡から浜床丹仮乗降場方の、計呂地川までの線路跡には土留め用にレールや枕木が再利用されていた築堤が残存していた。

保存車輌
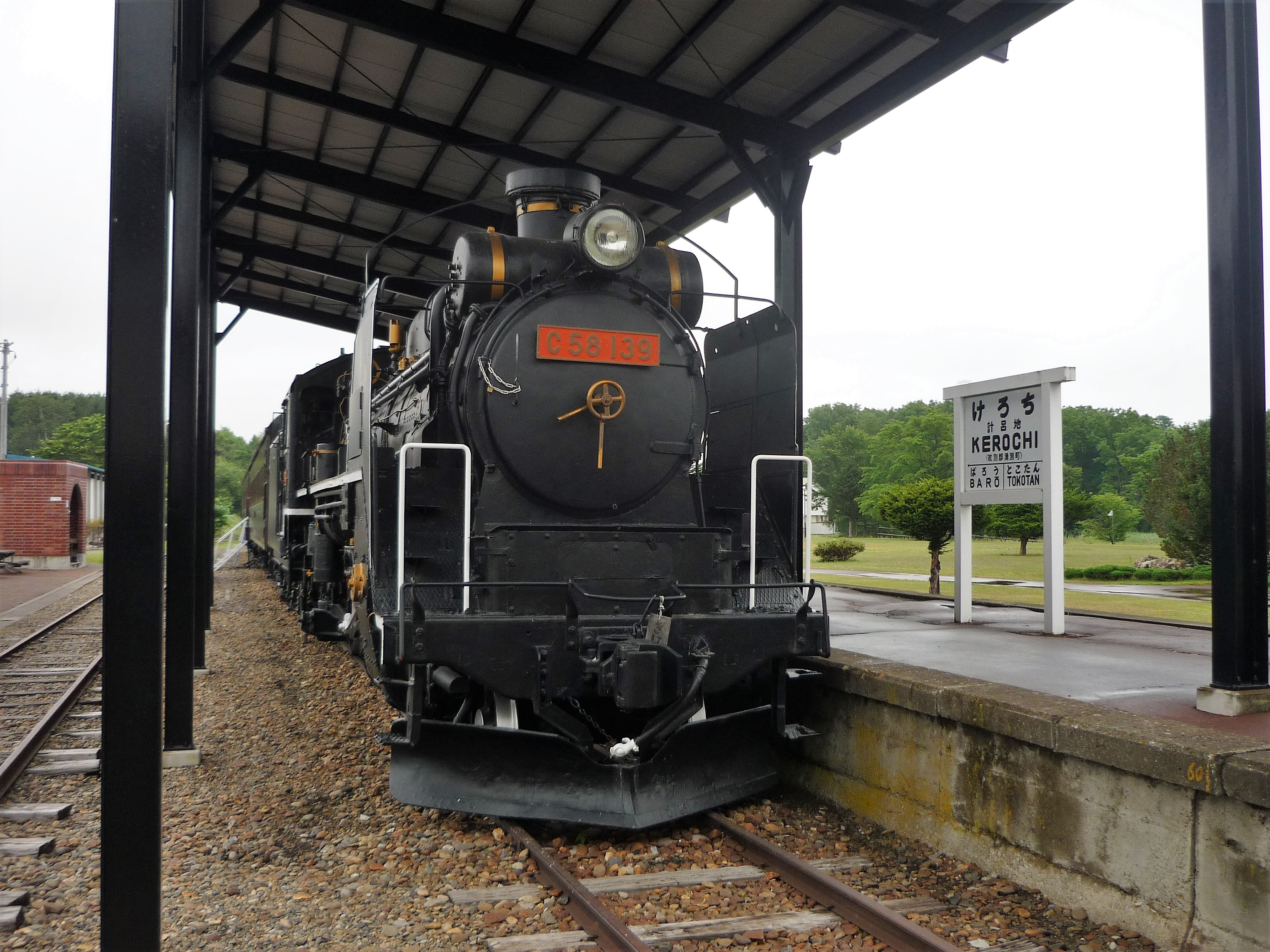
C58 139
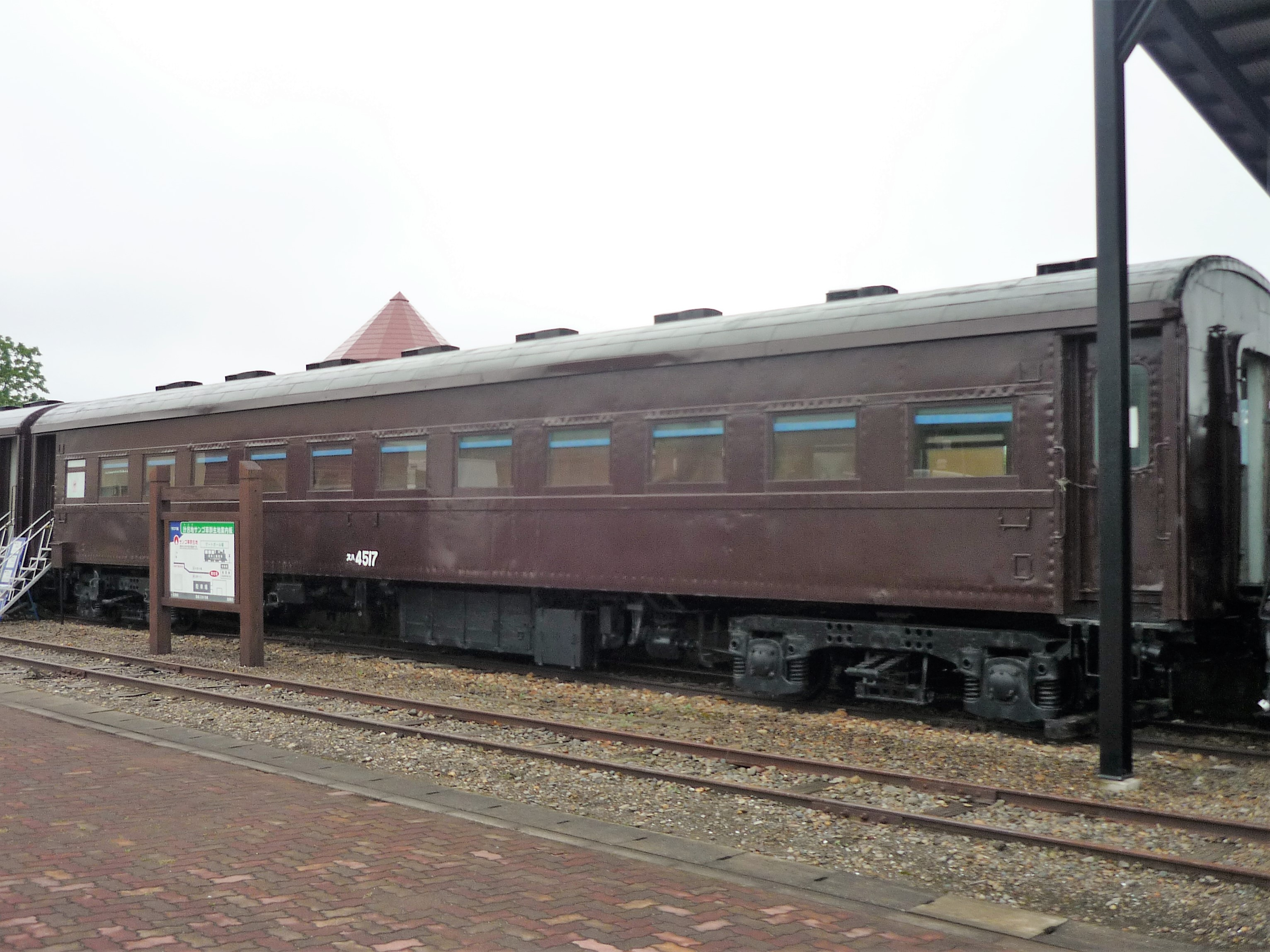
スハ45 17（文献にはスハ45 6と記載）
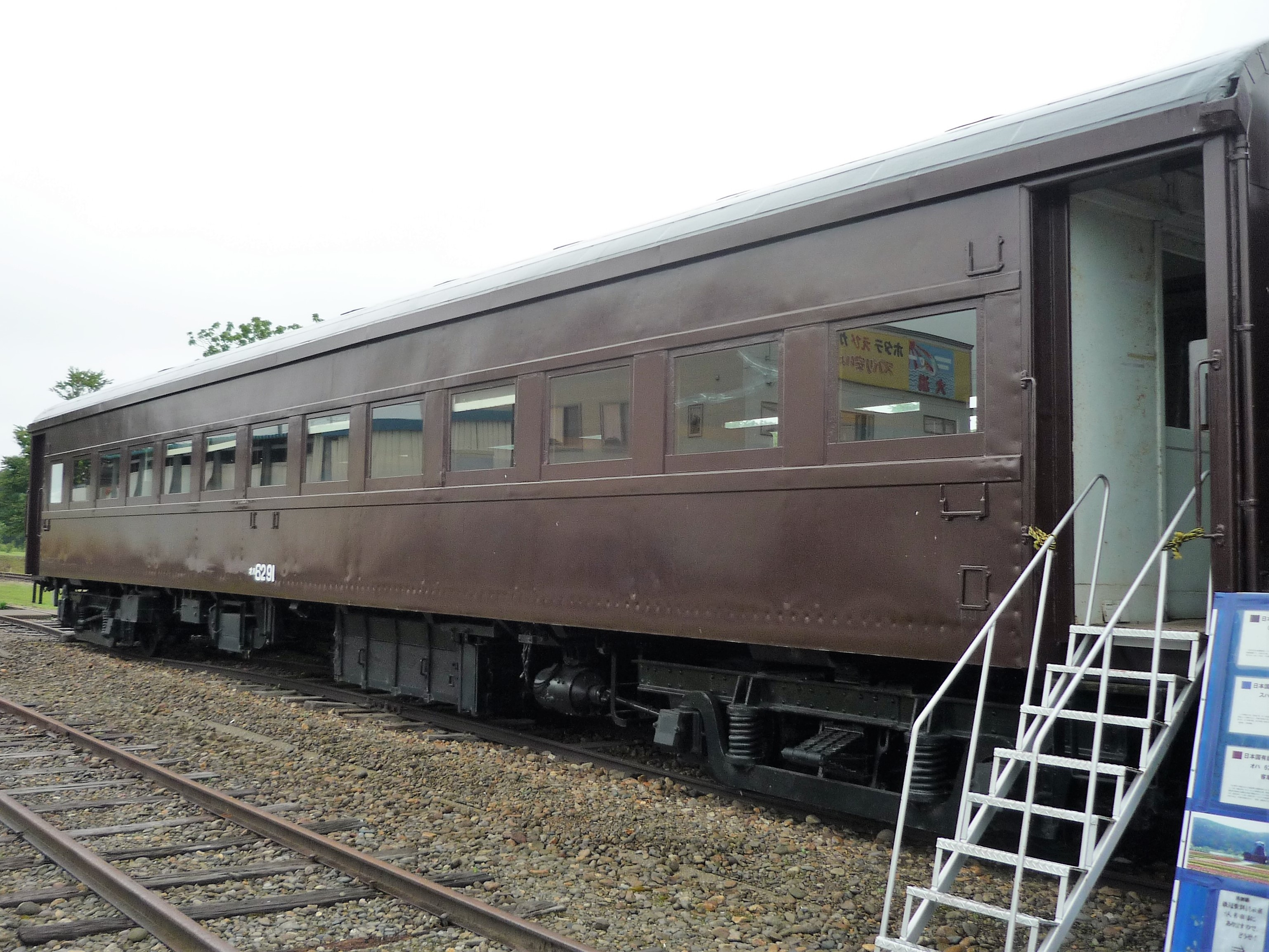
オハ62 91
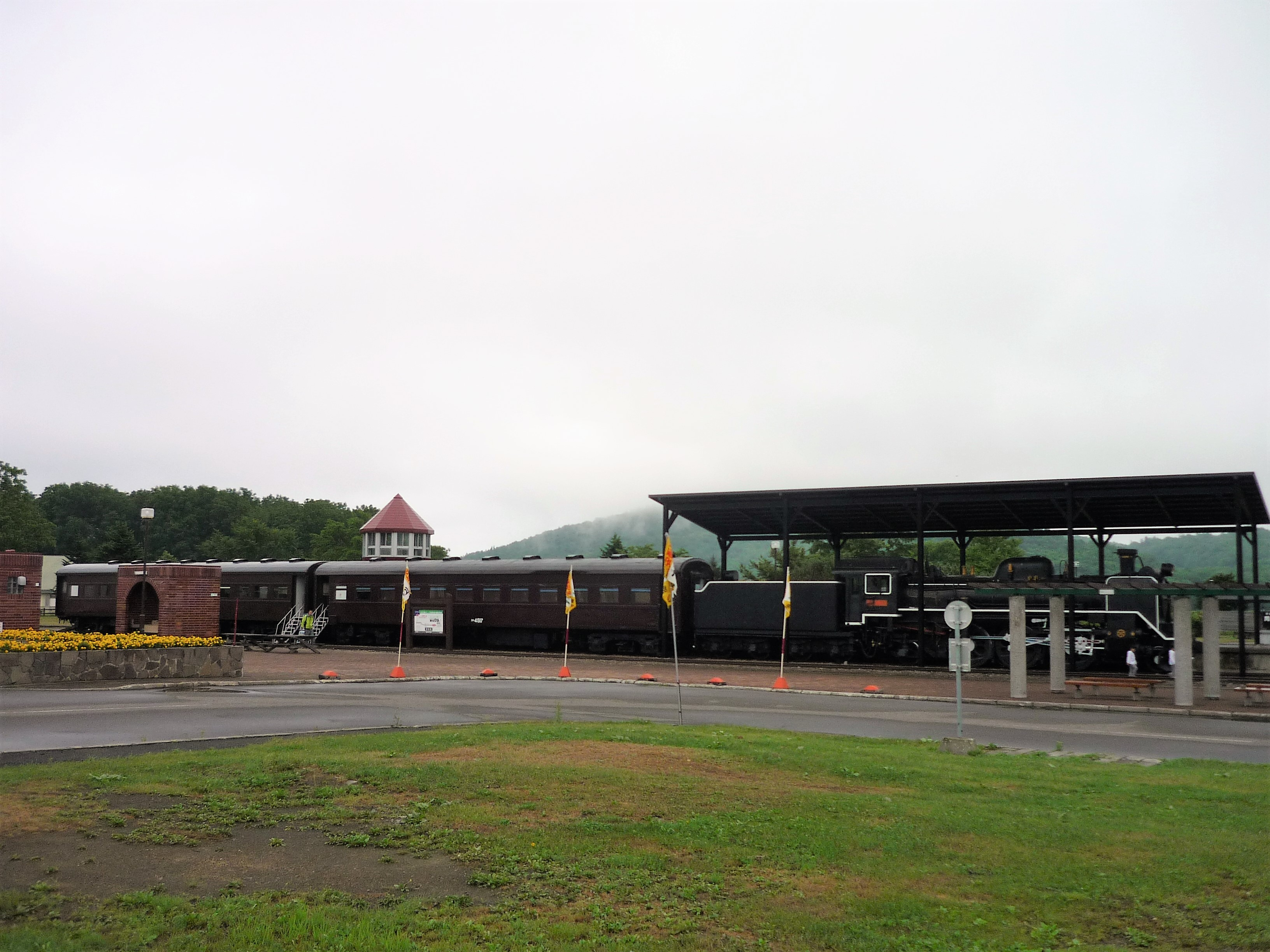
全景

## 隣の駅
日本国有鉄道
湧網線
芭露駅 - <志撫子仮乗降場> - 計呂地駅 - <浜床丹仮乗降場> - 床丹駅